# Winkelbeschleunigung
Die Winkelbeschleunigung (Formelzeichen: {\displaystyle {\vec {\alpha }}}, d. h. Vektor Alpha) bezeichnet die zeitliche Änderung der Winkelgeschwindigkeit {\displaystyle {\vec {\omega }}} eines sich drehenden Objektes. Sie ist eine vektorielle Größe (genauer: ein Pseudovektor). Mathematisch gesprochen ist sie die Zeitableitung der Winkelgeschwindigkeit.
In vielen Fällen, bei denen sich die Richtung der Drehachse im Bezugssystem nicht ändert, reicht die skalare Verwendung als Betrag des Vektors aus:
{\displaystyle {\alpha (t)}={\frac {\mathrm {d} \omega }{\mathrm {d} t}}={\frac {\mathrm {d^{2}} \varphi }{\mathrm {d} t^{2}}}}
mit dem Winkel {\displaystyle \varphi }.
Die SI-Einheit der Winkelbeschleunigung ist rad/s2 (Radiant pro Sekunde zum Quadrat).
Die Winkelbeschleunigung ist zu unterscheiden von der Tangentialbeschleunigung {\displaystyle {a}_{T}} eines Punktes, welche die Ableitung der Bahngeschwindigkeit nach der Zeit darstellt:
{\displaystyle {\alpha }={\frac {{a}_{T}}{R}}}
mit dem Abstand {\displaystyle R} von der Drehachse; die Tangentialbeschleunigung hat die Einheit m/s2 (Meter pro Sekunde zum Quadrat).
Zwischen der Winkelbeschleunigung und dem Drehmoment {\displaystyle M} besteht beim starren Körper mit dem Trägheitsmoment {\displaystyle I} die Beziehung:
{\displaystyle I\cdot \alpha =M}.
In vektorieller Form ist die Änderung des Drehimpulses {\displaystyle {\vec {L}}} gleich dem äußeren Moment (Eulersche Gleichung):
{\displaystyle {\dot {\vec {L}}}={\bar {I}}\cdot {\dot {\vec {\omega }}}={\vec {M}}}.
Daher spielen Winkelbeschleunigungen in der Technik u. a. eine wichtige Rolle bei Riemenscheiben-Antrieben, Wellen, Elektromotoren, Zentrifugen (z. B. Trommel der Waschmaschine bzw. Wäschetrockner) und bei Rädern von Fahrzeugen. Wenn der Antrieb eine zu hohe Winkelbeschleunigung bewirkt, kann das höchstzulässige Drehmoment überschritten werden, und es kann z. B. zum Durchrutschen eines Antriebsriemens oder zur Beschädigung oder Zerstörung einer Welle kommen.
In der Astronomie hängt die Winkelbeschleunigung eines Planeten um seine Sonne zusammen mit dem Flächensatz (zweites Keplergesetz): nähert sich der Planet dem Zentralkörper, so steigt seine Winkelgeschwindigkeit.  